# JDE Peet's
JDE Peet's er en hollandsk multinational virksomhed, der producer, markedsfører og sælger kaffe, te og varm chokolade. Den blev etableret i 2015 efter en fusion mellem kaffe-divisionen i Mondelez International og Douwe Egberts. I 2021 havde de en omsætning på 7 mia. euro og 19.621 ansatte.